# توم جونسون (لاعب كرة قدم أمريكية أمريكي)
توم جونسون (بالإنجليزية: Tom Johnson)‏ هو لاعب كرة قدم أمريكية أمريكي، ولد في 19 يناير 1931 في شيكاغو في الولايات المتحدة.

## وصلات خارجية
- توم جونسون على موقع مرجع كرة القدم المحترفة.كوم (الإنجليزية)